# Parelasmotherium
Parelasmotherium — викопний рід носорогів, який мешкав на території сучасного ПівнічногоКитаю приблизно 11,1 мільйона років тому в пізньому міоцені. З його великим тілом і пасовищними зубами він належав до групи Elasmotheriini й був родичем пізнішого Elasmotherium, який був широко розповсюджений у значній частині північної Азії в плейстоцені.
Він був названий у 1923 році й колись вважався синонімом Sinotherium. На цей час названо щонайменше три види цього роду.

## Історія
У 1923 році Кіллгус встановив рід Parelasmotherium як гігантського еласмотерієвого носорога, до якого він відніс вид Parelasmotherium schansiense на основі викопних останків, зібраних у Шаньсі, Китай.